# Skolta Esperanto-Ligo
La Skolta Esperanto-Ligo (SEL) riunisce scout di tutto il mondo che parlano l'Esperanto.

## Origini
Il terzo Congresso Universale di Esperanto si tenne nel 1907 a Cambridge, in Inghilterra. È probabile che Robert Baden-Powell, che proprio in quel periodo stava ponendo le fondamenta dello scautismo, ne fosse a conoscenza.
Infatti, dopo il campo di Brownsea Island, Baden-Powell stava terminando di scrivere Scouting for Boys (Scautismo per ragazzi), il libro che avrebbe lanciato del metodo scout. Il primo volume della serie uscì il 15 gennaio 1908 e la serie ebbe tale successo che nel maggio dello stesso anno venne pubblicato tutto unito. Nel terzo libretto, B.-P. suggerì che gli scout avrebbero dovuto fare uso della lingua internazionale Esperanto come "lingua segreta dell'esploratore". Il passaggio in questione fu rimosso in alcune edizioni successive, comunque diceva
(B.-P., Scouting for Boys, 202)
Il fatto che Baden-Powell citò l'Esperanto in Scouting for Boys è interessante poiché Baden-Powell aveva a cuore l'Esperanto, egli ne parlò molto con sua moglie, Lady Olave Baden-Powell. Infatti, dopo la morte di B-P, in una lettera del 1950 alla dottoressa Lydia DeVilbis, Lady Olave scrisse:
La signora Roosevelt era, al momento di questa lettera, presidente del comitato dei diritti dell'uomo delle Nazioni Unite. Questo forse hanno contribuito a preparare il terreno per le raccomandazioni dell'UNESCO in favore dell'esperanto proclamate nel 1954 e nel 1985.
In seguito alla diffusione dello scautismo nel 1907, divenne presto evidente a molti che gli scout avrebbero davvero potuto raggiungere l'obbiettivo della fraternità internazionale. Alexander William Thompson, capo di una truppa inglese, ebbe l'idea in un campo di battaglia francese nel 1918 di fondare una organizzazione internazionale scout di lingua Esperanto per sostenere l'amicizia internazionale e lo scambio di servizi. Al fine di superare i problemi linguistici, raccomandò l'Esperanto come un mezzo di comunicazione internazionali. Lo stesso anno vide la fondazione della League of Esperanto-speaking Scouts, che fu la seconda organizzazione scout internazionale, prima della formazione della Organizzazione Mondiale del Movimento Scout. Molto è sconosciuto di ciò che Baden-Powell pensava dell'Esperanto, ma gli piaceva l'idea di un'organizzazione internazionale Scout; due anni più tardi, nel 1920, fu fondato il Bureau Mondiale dello Scautismo, senza però l'utilizzo dell'Esperanto, con inglese e francese come lingue ufficiali.
Thompson divenne presidente della League of Esperanto-speaking Scouts, e suo fratello K. Graham Thompson, il Segretario d'Onore. Successivamente, Norman Booth, un altro capo scout britannico diventò Segretario Generale d'Onore e si separò dal movimento con il tesoriere D.H. David per organizzare la Skolta Esperanto Ligo (SEL). Questa nuova associazione ha organizzato molteplici campi scout internazionali per raggiungere i suoi obiettivi e per testare l'uso dell'Esperanto nello scautismo: nel 1922 nei Paesi Bassi, nel 1923 in Belgio, nel 1924 in Danimarca, nel 1925 in Spagna, nel 1926 in Cecoslovacchia (ci furono anche delle trasmissioni di radio in Praga, sull'uso dell'Esperanto nello scautismo), nel 1927 in Spagna, nel 1928 in Belgio, nel 1929 durante il Jamboree mondiale in Inghilterra, nel 1930 nei Paesi Bassi, un campo nel quale partecipò un membro SEL, Harold Wilson, che sarebbe diventato primo ministro inglese nel mandato 1964-1970 e di nuovo nel mandato 1974-1976). Quasi 100 scout esperantisti da 18 paesi, anche lontani come il Giappone, parteciparono al Jamboree mondiale del 1929 di Birkenhead.

## Ulteriori sviluppi
Il 22 agosto 1969 la Skolta Esperanto-Ligo presentò ufficialmente il primo libro scout in Esperanto Ĵamborea Lingvo (La lingua del Jamboree), ai membri della conferenza mondiale scout, tenuta ad Helsinki. Una nuova versione fu pubblicata nel 1995. "La Skolta Mondo" è il bollettino ufficiale della SEL.